# Office national des processus électoraux
Vous pouvez aider à l'améliorer ou bien discuter des problèmes sur sa page de discussion.
- Il ne cite pas suffisamment ses sources. Vous pouvez indiquer les passages à sourcer avec {{référence nécessaire}} ou {{Référence souhaitée}}, et inclure les références utiles en les liant aux notes de bas de page. (Marqué depuis avril 2024)
- Certaines informations devraient être mieux reliées aux sources mentionnées dans la bibliographie ou les liens externes. Améliorez sa vérifiabilité en les associant par des références. (Marqué depuis avril 2024)
- Il ne s’appuie pas, ou pas assez, sur des sources secondaires ou tertiaires. (Marqué depuis avril 2024)
- Son texte doit être wikifié : il ne correspond pas à la mise en forme Wikipédia (style, typographie, liens internes, liens entre les wikis, etc.). (Marqué depuis mars 2022)
- Certaines informations de ses informations et de l'encadré à droite divergent. Dirigeant Si vous connaissez la ou les informations exactes, vous pouvez apporter des corrections dans le texte ou sur Wikidata. (Marqué depuis mars 2022)
- Il est à actualiser. Certains passages sont obsolètes ou annoncent des événements désormais passés. (Marqué depuis mars 2022)

- Archive Wikiwix
- Bing
- Cairn
- DuckDuckGo
- E. Universalis
- Gallica
- Google
- G. Books
- G. News
- G. Scholar
- Persée
- Qwant
- (zh) Baidu
- (ru) Yandex
- (wd) trouver des œuvres sur Wikidata

L’Office national des processus électoraux ou ONPE (espagnol : Oficina Nacional de Procesos Electorales) est l’organe qui a pour charge l’organisation des procédures électorales au Pérou. Depuis sa création en 1993, sous le mandat du président Alberto Fujimori, l’ONPE siège dans le district de Jesús María, à Lima. Son chef actuel[Quand ?] est Magdalena Chú.
Avec le Jury national des Élections (JNE) et le Registre national d'identification et l’État civil (RENIEC), l’ONPE constitue une des trois instances du système électoral péruvien.

## Histoire
L’ONPE fut créée virtuellement par la Constitution politique péruvienne de 1993. À ce titre, l’article 177 du chapitre XIII souligne:  Le système électoral est composé par le Jury National des Élections, l’Office National des Processus Électoraux et le Registre National de l’Identification et l’État Civil. Ces organes autonomes travaillent et entretiennent des relations de partenariat, en conformité avec leurs attributions. Cependant, l’ONPE a vu véritablement le jour lors des élections municipales en 1995. 

## Fonctions
Les fonctions de l’ONPE sont dictées par l’article 188 de la Constitution politique du Pérou. « Il doit organiser tous les processus électoraux, référendums ou tout autre consultation populaire, y compris son budget, son élaboration et la création du bulletin de vote. En outre, il est chargé de la distribution des actes et du matériel nécessaire pour la tenue du scrutin et de la diffusion des résultats. Il fournit également des informations permanentes concernant la comptabilisation des suffrages à compter du début du scrutin dans les bureaux de vote. Il fait l’exercice des autres fonctions définies par la loi. »

## Organisation
1. Chef de l’Office national des processus électoraux
2. Secrétaire général
3. Directeur de l’Office général du contrôle institutionnel
4. Procureur publique
5. Directeur de l’Office général du conseil juridique
6. Directeur de l’Office général de la planification et du budget
7. Directeur de l’Office général en gestion
8. Directeur de la gestion électorale
9. Directeur de l’Office général des communications et de l’image institutionnelle
10. Directeur de la surveillance financière des partis
11. Directeur de l’information et de l’éducation électorale
12. Directeur des systèmes et de l’informatique électorale
13. Directeur de l’organisation électorale et de la coordination régionale